# 360 (Film)
360 ist ein 2011 erschienener Episodenfilm mit Anthony Hopkins, Ben Foster, Rachel Weisz und Jude Law in den Hauptrollen. Er schildert die Geschichten mehrerer Personen und deren sexuelle Begegnungen. Er gilt als freie Adaption von Arthur Schnitzlers Bühnenstück Reigen. Das Drehbuch zu 360 wurde von Peter Morgan verfasst, Regie führte Fernando Meirelles. 360 wurde am 9. September 2011 beim Toronto International Film Festival uraufgeführt und am 4. Juli 2012 beim Filmfest München erstmals in Deutschland gezeigt, wo der Film am 16. August 2012 in den Kinos anlief.

## Handlung
Der britische Geschäftsmann Michael Daly beschließt zwar, auf einer Geschäftsreise nach Wien nicht untreu zu werden, trifft sich aber dennoch mit der slowakischen Prostituierten Mirka, für die er der erste Freier gewesen wäre. Bei dem Treffen wird er jedoch von seinem deutschen Geschäftspartner überrascht, der ihn daraufhin erpresst. Dalys Frau Rose hat selbst eine Affäre mit dem attraktiven brasilianischen Fotografen Rui. Dessen Freundin Laura wiederum weiß von der Untreue ihres Freundes und will ihn Richtung Rio verlassen, bleibt aber aufgrund eines Schneesturms am Flughafen von Denver hängen. Dort trifft sie auf John, einen älteren Herrn, mit dem sie sich zum Essen verabredet. Doch nachdem John zu dem Treffen nicht rechtzeitig erschienen ist, unterhält sie sich mit Tyler, einem verurteilten Sexualstraftäter, und nimmt ihn mit aufs Hotelzimmer.
Valentina ist unglücklich mit Sergei verheiratet, aber in ihren aus Algerien stammenden Boss verliebt, der genauso für sie empfindet. Als sie von einem Besuch bei ihrer Schwester in Phoenix nach Paris zurückkommt, organisiert Sergei gerade eine Geschäftsreise für seinen menschenverachtenden Boss, für den er dessen Waffe mit dem Auto nach Wien bringen, ihn vom Flughafen abholen und eine Prostituierte buchen soll. Während er in Wien im Auto vor einem Hotel wartet, lernt Sergei eine junge Frau, die Schwester von Mirka, kennen, die auf ihre Schwester vor dem Hotel wartet. Die von Sergei für seinen Boss gebuchte Prostituierte ist Mirka, die, nachdem sie erkannt hat, dass ihr Freier einen Koffer voller Geld bei sich hat, wie ihr aufgetragen wurde, ihren Zuhälter Rocco darüber informiert. Rocco kommt bewaffnet, um ihrem Freier das Geld abzunehmen. Dieser erkennt aber, dass er im Begriff ist, betrogen zu werden, schlägt Mirka ohnmächtig und liefert sich mit Rocco einen Schusswechsel, bei dem beide sterben.

## Kritiken
Für das Lexikon des internationalen Films war 360 ein „reichlich konstruierter, recht abstrakter Episodenfilm, der die Welt als feinmaschiges Gefüge voller Verknüpfungen und Abhängigkeiten beschreibt“.
Cinema meinte, „dass die meisten von uns versuchen, stets das Richtige zu tun, ist die zentrale These des Films – dessen Dialoge oft erstaunlich banal klingen […]. Unser Leben besteht aus einer Vielzahl von Entscheidungen, und nie können wir sicher sein, den richtigen Weg gewählt zu haben – eine Erkenntnis des Films, die auch für den Kinobesuch gilt.“ Der Film sei „ein Liebesdrama, das man sich guten Gewissens ansehen“ könne. Man könne „es aber auch lassen“. Der „Liebesreigen“ sei „so berührend, ernüchternd und trivial wie das Leben selbst“.

## Auszeichnungen
Beim London Film Festival war 360 im Jahr 2011 für den Preis in der Kategorie Bester Film nominiert.